# Хьюиш, Энтони
Э́нтони Хью́иш (англ. Antony Hewish; 11 мая 1924, Фой, Корнуолл, Англия — 13 сентября 2021) — английский физик, пионер в исследовании пульсаров. Лауреат Нобелевской премии по физике (1974). Член Лондонского королевского общества (1968).

## Биография
Хьюиш вырос в городке Ньюки на побережье Атлантического океана. В 1942 году поступил в Кембриджский университет, откуда два года спустя был откомандирован в Учреждение телекоммуникационных исследований для проведения военных работ по радарной тематике под руководством Мартина Райла. В частности, Хьюиш трудился над методами подавления радаров на вражеских самолётах. В 1946 году вернулся в Кембридж и вскоре присоединился к радиоастрономической группе Райла при Кавендишской лаборатории, где в течение следующего десятка лет участвовал в разработке новых радиотелескопов для регистрации радиоизлучения Солнца и других астрономических объектов. В те времена антенны для радиотелескопов зачастую собирались научными сотрудниками вручную из металлических трубок.
Райл и Хьюиш использовали радиотелескопы для развития и обоснования метода апертурного синтеза, который широко применяется в радиоастрономии. В 1951—52 годах Хьюиш разработал теорию мерцания радиоисточников и в 1954 году показал, что наиболее сильно мерцание будет проявляться для источников малого углового размера. В 1964 году вместе с сотрудниками наблюдал такие мерцания компактных радиоисточников, в том числе квазаров, что способствовало прояснению их физической природы. Для расширения работы по открытию новых квазаров и определению их размеров Хьюиш получил грант в £17286 на строительство в Маллардовской радиоастрономической обсерватории массива радиоантенн площадью 1,82 га, способного регистрировать изменения интенсивности сигнала на временах порядка 0,1 с. 
В октябре 1965 года к команде радиотелескопа, получившего название Interplanetary Scintillation Array, присоединилась аспирантка Джоселин Белл. В июле 1967 года он был введён в эксплуатацию, а уже 6 августа Белл заметила в данных сигнал от необычного мерцающего радиоисточника. К ноябрю удалось установить, что мерцание состояло из устойчивой последовательности импульсов с периодом 1,33 с. Вскоре было открыто ещё несколько похожих источников, получивших название пульсаров. Команда Хьюиша опубликовала сообщение об открытии в номере журнала Nature от 24 февраля 1968 года. Через несколько месяцев астрофизик Томас Голд дал интерпретацию пульсаров как вращающихся замагниченных нейтронных звёзд. В 1974 году «определяющая роль» Хьюиша в открытии пульсаров была отмечена Нобелевской премией по физике, которую он разделил с Райлом.
Хьюиш продолжал развивать и использовать метод мерцающих источников, в частности для изучения космической погоды и регистрации выбросов плазмы на Солнце. В 1971 году он получил должность профессора радиоастрономии, 1977—1989 годах руководил кембриджской радиоастрономической группой, а в 1982—1988 годах — Маллардовской радиоастрономической обсерваторией.
С 1950 года Хьюиш был женат на Марджори Элизабет Кэтрин Ричардс, с которой вырастил двух детей — сына и дочь. В 1992 году подписал «Предупреждение человечеству».

## Награды
- 1969 — Медаль Эддингтона
- 1971 — Медаль Карла Шварцшильда
- 1973 — Медаль Альберта Майкельсона, «For the discovery of pulsars»[9]
- 1974 — Медаль и премия Хольвека
- 1974 — Нобелевская премия по физике (совместно с Мартином Райлом), «За их пионерские исследования в области радиофизики: Райл — за его результаты научных наблюдений и изобретения, в частности метода апертурного синтеза, и Хьюиш — за его определяющую роль в открытии пульсаров»
- 1976 — Кельвиновская лекция, название лекции «The Pulsar Dynamo»
- 1977 — Медаль Хьюза, «For his outstanding contributions to radioastronomy, including the discovery and identification of pulsars»

## Избранные публикации
- Hewish A. The irregular structure of the outer regions of the solar corona // Proceedings of the Royal Society A. — 1955. — Vol. 228. — P. 238–251. — doi:10.1098/rspa.1955.0046.
- Ryle M., Hewish A., Shakeshaft J.R. The Synthesis of Large Radio Telescopes by the Use of Radio Interferometers // IRE Transactions on Antennas and Propagation. — 1959. — Vol. 7. — P. 120–124. — doi:10.1109/TAP.1959.1144745.
- Hewish A., Scott P.F., Wills D. Interplanetary scintillation of small diameter radio sources // Nature. — 1964. — Vol. 203. — P. 1214–1217. — doi:10.1038/2031214a0.
- Dennison P.A., Hewish A. The solar wind outside the plane of the ecliptic // Nature. — 1967. — Vol. 213. — P. 343–346. — doi:10.1038/213343a0.
- Hewish A., Bell S.J., Pilkington J.D.H., Scott P.F., Collins R.A. Observation of a rapidly pulsating radio source // Nature. — 1968. — Vol. 217. — P. 709–713. — doi:10.1038/217709a0. Русский перевод: Хьюиш Э., Белл С., Пилкингтон Дж., Скотт П., Коллинс Р. Наблюдение быстро пульсирующего радиоисточника // Успехи физических наук. — 1968. — Т. 95. — С. 705–711. — doi:10.3367/UFNr.0095.196808i.0705.
- Hewish A. Pulsars // Scientific American. — 1968. — Vol. 219(4). — P. 25–35. — doi:10.1038/scientificamerican1068-25. Русский перевод: Хьюиш Э. Пульсары // Успехи физических наук. — 1969. — Т. 97. — С. 715–732. — doi:10.3367/UFNr.0097.196904f.0715.
- Хьюиш А. Пульсары и физика высоких плотностей: Нобелевская лекция // Успехи физических наук. — 1975. — Т. 117. — С. 201–210. — doi:10.3367/UFNr.0117.197510a.0201.
- Gapper G.R., Hewish A., Purvis A., Duffett Smith P.J. Observing interplanetary disturbances from the ground // Nature. — 1982. — Vol. 296. — P. 633–636. — doi:10.1038/296633a0.
- Fiedler R.L., Dennison B., Johnston K.J., Hewish A. Extreme scattering events caused by compact structures in the interstellar medium // Nature. — 1987. — Vol. 326. — P. 675–678. — doi:10.1038/326675a0.